# 앤아버어학원
앤아버어학원(Academy of Ann Arbor)은 대한민국에 본사를 둔 어학 교육 기관이다. 영어 교육, 어학 시험 준비 과정, 유학 상담 등을 제공하며, 전국에 여러 지점을 운영하고 있다.

## 개요
앤아버어학원은 2016년 3월 4일 설립되었으며, 영어 회화, 시험 대비(TOEFL, IELTS, TOEIC 등), 해외 유학 컨설팅 프로그램을 운영한다. 일부 지점은 피어슨뷰(Pearson VUE) 공인 시험센터로 지정되어 있다.

## 지점
2025년 현재 서울(강남,신촌,영등포), 경기(안양), 대전, 대구, 부산 등지에 직영 지점을 두고 있다

## 수업 정보
영어,일본어,중국어,스페인어,프랑스,러시아,독일,베트남어 통역 과정이 있다. 